# Rugusci
I Rugusci erano un antico popolo alpino.
Essi abitavano probabilmente la zona della Svizzera meridionale tra l'alta Valle del Reno e l'alta Valle dell'Inn.
I Rugusci vennero sottomessi a Roma nel contesto delle campagne di conquista di Augusto di Rezia e arco alpino, condotte dai suoi generali Druso maggiore e Tiberio (il futuro imperatore) contro i popoli alpini tra il 16 e il 15 a.C.
Il nome dei Rugusci è ricordato nel Trofeo delle Alpi ("Tropaeum Alpium"), monumento romano eretto nel 7-6 a.C. per celebrare la sottomissione delle popolazioni alpine e situato presso la città francese di La Turbie:
(Trofeo delle Alpi, Iscrizione frontale)

### Fonti primarie
- Trofeo delle Alpi